# 雁行理论

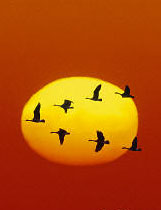
大雁排成V字飞行

雁行理论（日语：雁行形態論），又称雁行模式等，是由日本经济学家赤松要（1896-1974）提出的经济发展理论。

## 概述
雁形学说是赤松于1935年（昭和10年）在中提出的。然而，这一理论在战时和战后长期没有得到关注。
1961年（昭和36年）和1962年（昭和37年），日本正经历高速经济增长，赤松发表了该理论的英文论文，其后于1966年，哈佛大学的雷蒙德·弗农提出的产品生命周期理论等得到了学界关注。赤松要的学生小岛清（1920-2010）对这一理论进行了扩展和细化。
雁形形态有多种含义，但它们的共同点是描述后进国家追赶先进国家的发展过程。

## 第一模型

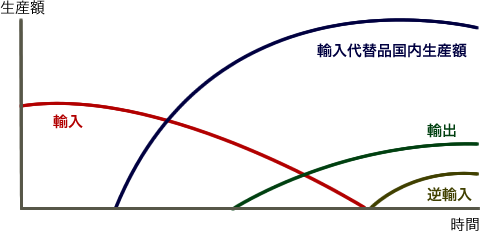
雁形形态第一模型副次型的图像。进口→国内生产进口替代品→出口。之后，出现第二模型中所说的比较劣势，因此再进口增加。

第一模型是单一国家雁行发展的模型。它可以分为基本型和副次型（变型）。小岛后来将基本型描述为“生产效率提高”，将副次型描述为“生产的多样化和高级化”。
从一个国家的经济来看，产业发展的过程，首先是进口低附加值的消费品，然后自己生产这种商品以代替进口（进口替代），最后出口这种产品。以布匹为例，首先是作为进口产品进入国内市场；之后本国开始生产布匹；然后出口产品。这种产业发展形态被称为雁行形态的基本型。
为了解释基本型在许多情况下成立，小島清基于赫克歇爾-奧林理論作出了相关说明，但据他本人所说，其理论十分复杂，难以理解。不过，2014年，盐泽由典基于新的国际价值理论提出了一个简单明了的解释。
另外，生产低附加值消费品所需的低附加值生产资料，也要经过进口、进口替代、出口的发展过程，而生产这种低附加值生产资料所需的高附加值生产资料，也会经历类似的过程，由此循环往复。另外，从消费品来看，高附加值消费品与低附加值消费品的进口、进口替代、出口的过程是一样的。例如，随着布匹发展成雁行形态的基本型，生产布料的机器也演化成基本型。而生产布料的机器又在基本型的基础上进行了改进。这样的循环发展的基本型发展形态，称为雁行形态的副次型。

## 第二模型
第二模型是产业基地转移的模型。

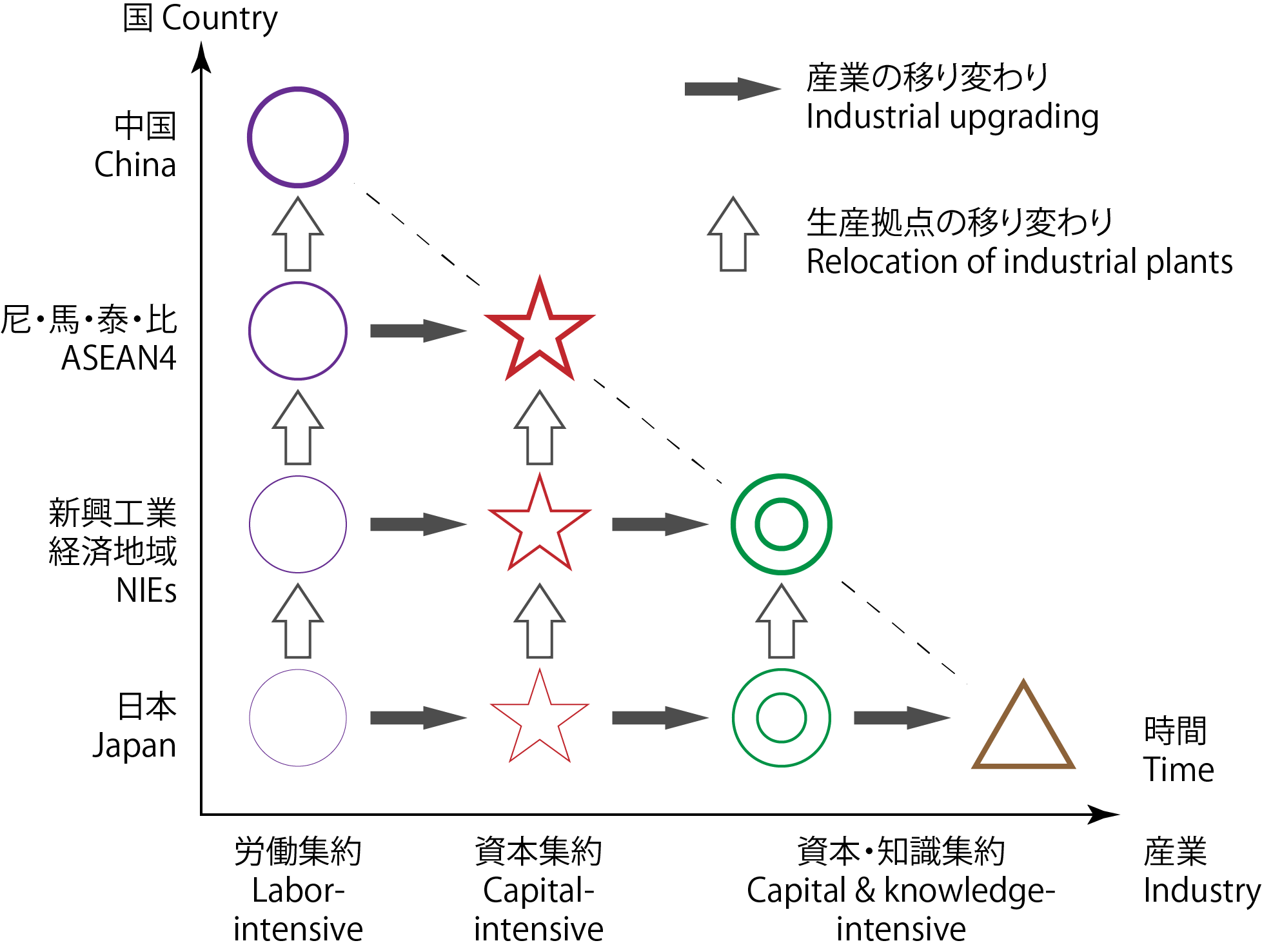
雁形形态第二模型示意图
ASEAN4：东盟四国，指印度尼西亚，马来西亚，菲律宾和泰国
NIEs（Newly Industrializing Economies）：新兴工业化经济体，一般指亚洲四小龙

发达国家将通过第一模型的副次型获得资本密集型产业的比较优势。处于比较劣势的劳动密集型产业被迫通过企业直接投资，将生产基地转移到欠发达国家。欠发达国家的经济因此开始起飞。
例如，东亚国家是雁行理论的经济发展型态：以日本为雁头，其次为亚洲四小龙（包含韩国、台湾、香港、新加坡），其后是中國与东南亞的亚洲四小虎（包含印尼、马来西亚、菲律宾、泰国等）。即日本先发展某一产业，当技术成熟，生产要素也产生变化时，这些产品在日本的竞争力转弱。接着亚洲四小龙自日本移转技术或产业，就此开始发展此一产业；在此同时，日本产业结构升级到另一个新的层次。同样地，当亚洲四小龙在该一产业发展成熟后，这些产品的生产又转移到相对更落后的中国等地发展；亚洲四小龙的产业结构也相应升级，呈现出有先后秩序的发展。

## 第三模型
第三模型是世界经济的雁行发展。
该模型是对赤松对「世界经济同质化和异质化」的洞察的细化。如果后进国迎头赶上（世界经济异质化），第一和第二模型能正常运转；但如果发达国家无法造出新产品，而后进国追赶上来的话（世界经济同质化），第一和第二模型将无法正常运转。
不列颠治世时代，由于英国的技术创新，产业结构显著成熟和多元化，同时世界经济变得异质化，实现了自由贸易的黄金时代。然而，小岛解释说，世界经济在两次世界大战期间变得同质化，导致大萧条和貿易戰。为防止全球经济同质化，必须建立全球共识的合作体系（目前为美洲、欧洲和亚洲内部的合作共识体系）。